# IS型蒸汽机车
IS型蒸汽机车（俄语：Паровоз ИС）是苏联铁路的一款干线客运型蒸汽机车，它以苏联领导人斯大林的姓名首字母命名。本型机车由科洛姆纳工厂于1929年完成设计，并在1932年到1942年间由科洛姆纳工厂以及伏罗希洛夫格勒蒸汽机车制造厂共计制造649辆机车。IS型机车在设计上与FD型蒸汽机车相似，但采用2-8-4轮式。
在1956年2月召开的苏联共产党第二十次代表大会上，苏共中央第一书记赫鲁晓夫对斯大林和斯大林主义进行批评。由于以斯大林名字首字母为车型代号的缘故，IS型机车在1962年被改名为ФДп（FDP）。1972年本型机车退役。
目前有两辆IS型机车以铁路机车纪念碑形式静态展示于俄罗斯与乌克兰境内，其中IS-578完整展示于乌克兰基辅市内，IS-2549的烟室、汽缸和导轮部分展示于俄罗斯布良斯克利戈夫斯基车站。

## 备注
1. ↑  Раков В.А. . : 294–297.
2. ↑  .   [2018-04-19]. （原始内容存档于2019-10-17）.